# پارک ملی شارجه
پارک ملی شارجه (به عربی: منتزه الشارقة الوطنی) یک پارک ملی در امارات متحده عربی است که در امارت شارجه واقع شده‌است.